# Livre pra Voar (canção)
"Livre Pra Voar" é um single de pagode do grupo Exaltasamba, a canção passou a ser conhecida antes mesmo de integrar algum álbum do Exaltasamba.

## Surgimento do Sucesso
"Livre pra Voar" ficou conhecida antes de fazer parte de algum álbum do Exaltasamba pois a música foi posta na internet, e foi se espalhando pela rede de computadores, também foi filmada por fãs, ao se colocada no YouTube atingiu 1 e meio de visualizações, também a canção passou a ser pedida nos shows do grupo, sendo assim um sucesso espontâneo, e então a canção mesmo sem pertencer a um álbum, ficou entre as mais ouvidas nas rádios de todo o Brasil

## Lançamentos em discos
Daí, em junho de 2007 o Exaltasamba gravou ao vivo o álbum Pagode do Exalta num único dia tendo "Livre pra Voar", no mês seguinte, em julho, é lançado uma coletânea musical reunindo exatamente as canções já lançadas em discos anteriores, essa coletânea também se chama Livre pra Voar, obviamente foi incluído a canção "Livre pra Voar" sendo ela a única música inédita da coletãnea.
Porém a "Livre pra Voar" dessa coletânea não é a mesma gravação do álbum Pagode do Exalta,[carece de fontes?] e então passado mais algum tempo ainda em 2007 é lançado o Pagode do Exalta com a canção Livre pra Voar

## Livre pra Voar (versão Black)
Em 2007 foi lançado "Livre pra Voar (Black), num ritmo diferente, em 2011 a música reaparece no lançamento do disco Tá Vendo Aquela Lua

## Vendas e certificação
Em 2018, a música "Livre pra Voar" foi certificada com disco de ouro pelos mais de 50 mil downloads pagos no Brasil pela Associação Brasileira de Produtores de Disco (ABPD).
| País          | Certificação | Ano  | Vendas                     |
| ------------- | ------------ | ---- | -------------------------- |
| Brasil - ABPD | Ouro         | 2008 | 50.000+[carece de fontes?] |

## Letra
A letra fala de um cara que quer namorar, mas não quer compromisso, ou seja, ele quer ser 'livre pra voar'. A canção "Livre pra Voar" foi composta por Thiaguinho (do Exaltasamba) e Rodriguinho (ex-Os Travessos).